# Julius Hey
 (août 2025).
Julius Hey (né le 29 avril 1832 à Höchheim et mort le 22 avril 1909 à Munich) est un chanteur devenu professeur de chant et théoricien.

## Biographie
Julius Hey était le fils d'un polisseur de pierre. Par l'intermédiaire du baron Wolfgang Sartorius von Waltershausen, professeur de géologie à Göttingen, il commença un apprentissage de graveur à Göttingen en 1844 auprès de l'architecte et dessinateur palermitain Francesco Saverio Cavallari. Il entre à l'Académie des Beaux-Arts de Munich en 1854 comme « Graveur. Classe d'Antiquités ». Deux ans plus tard, il commença à étudier la peinture, qu'il poursuivit en privé avec Karl Millner.
A partir de 1859, il privilégie la musique et devient élève particulier de composition et de direction d'orchestre de Franz Lachner à Munich et il suit des cours de chant auprès de Friedrich Schmitt (1812-1884). De 1860 à 1865, Hey donne des cours de solfège, de piano et de chant à domicile. Parmi ses élèves figurent des membres de la noblesse bavaroise : dès le début de 1864, Hey est professeur de musique à la Maison des Ducs de Bavière et enseigne également, entre autres, à la duchesse Sophie Charlotte de Bavière, future fiancée du roi Louis de Bavière.
Pendant une courte période au cours de l'année 1864, Hey fut engagé comme second maître de chapelle à Augsbourg. La même année, il rencontra Richard Wagner, qui le nomma conseiller technique vocal à Bayreuth en 1875-1876 où il veille notamment à la qualité de la prononciation des chanteurs. De 1867 à 1883, il combina le style vocal de Wagner avec celui de son professeur Schmitt en tant que professeur de chant soliste à l'École royale de musique bavaroise de Munich. À partir de 1887, il travailla comme professeur particulier à Berlin, puis à partir de 1906 à Munich, où il s'installa dans la banlieue de Gern.
Hey est le fondateur d'une théorie du chant où la production des sons est basée sur la langue allemande. Il est l'auteur de l'ouvrage en trois parties Deutscher Gesangsunterricht (Leçons de chant allemand), paru au tournant du siècle et qui constituait un manuel de formation vocale pour les chanteurs. Un volume complémentaire destiné aux acteurs de théâtre a été publié sous le titre Der kleine Hey. Die Kunst der Sprache (aujourd'hui L'Art de parler ). Ce livre est encore aujourd'hui un ouvrage de référence en matière de formation vocale. 
Son fils, Hans Erwin Hey, a publié un ouvrage de mémoires inachevé, en complément de Deutscher Gesangsunterricht, révisé et intitulé « Richard Wagner als Auftrittsmeister 1864–1876. Erinnerungen von Julius Hey ». Il contient également un certain nombre de lettres de Wagner des années 1875 à 1878.
Julius Hey s'est marié successivement à deux filles de l'avocat Dr. Samuel Benfey (1806–1871), frère de l'orientaliste Theodor Benfey, et de Karoline, née Coppel (1814–1880) : son premier mariage de 1865 avec Karoline (1840–1880), son second mariage de 1885 avec Amelie (1843–1907). Les enfants du premier mariage étaient le philologue classique Oskar Hey, le peintre Paul Hey, la peintre Else Gürleth-Hey, le diplomate Siegfried Hey, la chanteuse d'opéra Ottilie Hey et le chanteur et professeur de chant Johannes Julius Hey, dit Hans Erwin Hey.

## Écrits
- Comment Wagner a répété son Siegfried : d'après mes souvenirs des répétitions du Festival de Bayreuth 1875–76 . Neue Deutsche Rundschau XII, pp. 485–517. S. Fischer, Berlin [1901].

## Compositions (sélection)
- Trois chants op. 1. Breitkopf et Härtel, Leipzig 1869.
- Pour une Allemagne unie : 1870. Quatre quatuors d'hommes avec accompagnement au piano à volonté. Partition et parties séparées. Aibl, Munich 1871.
- Quand le jour est accompli . Challier, Berlin 1874.
- Chansons faciles pour enfants . Breitkopf et Härtel, Leipzig, 1876.
- Six Songs op. 5 / Le Crocodile de Singapour, duo comique pour deux voix de basse op. 6. Schott, Mayence 1885.
- Quatre Lieder op. 7 / Huit Lieder op. 10. Challier, Berlin 1888.
- Nouvelles chansons pour enfants op. 12. Breitkopf et Härtel, Leipzig, 1892.
- Quatre Duos op. 15 / Deux duos op. 16. Breitkopf et Härtel, Leipzig 1899.

Julius Hey a également laissé derrière lui un grand nombre de manuscrits : des chansons pour piano, des chœurs mixtes et féminins avec et sans accompagnement, un psaume pour solo et orchestre ; des pièces pour piano à deux et quatre mains, des pièces fantastiques pour alto et piano, une sonate pour violoncelle, un quatuor avec piano, et d'autres.

## Étudiants (sélection)
- Max Büttner
- Andreas Dippel
- Franz Haböck
- Karl Adolf Hallwachs (1868–1959)
- Mathilde Hummel
- Maikki Järnefeldt-Palmgren (1871-1928)
- Elise Kutscherra de Nyß
- Rosa Olitzka
- Joseph Pembaur l'Ancien
- Martin Plüddemann
- La duchesse Sophie en Bavière
- Georges Unger

## Liens Web
- Ressources relatives à la musique :   - International Music Score Library Project
  - Bayerisches Musiker-Lexikon Online
  - Grove Music Online
  - MusicBrainz
  - Répertoire international des sources musicales
- Notices dans des dictionnaires ou encyclopédies généralistes :   - Deutsche Biographie
  - E-archiv.li
- Notices d'autorité :   - VIAF
  - ISNI
  - BnF (données)
  - LCCN
  - GND
  - Pays-Bas
  - Israël
  - NUKAT
  - Tchéquie
  - Portugal